# Vinnius camacan
Vinnius camacan är en spindelart som beskrevs av Braul, Lise 2002. Vinnius camacan ingår i släktet Vinnius och familjen hoppspindlar. Inga underarter finns listade i Catalogue of Life.